# Carlos Arias Navarro
Carlos Arias Navarro (Madrid, 11 dicembre 1908 – Madrid, 27 novembre 1989) è stato un politico spagnolo.

## Biografia
Aderì alla fazione nazionalista durante la guerra civile spagnola. Dal 1944 al 1949 fu governatore civile della Provincia di León.
Dal 1951 al 1954 fu governatore civile di Santa Cruz de Tenerife.
Dal 1954 divenne Consigliere nazionale del Movimiento Nacional. Nel 1957 fu nominato alla direzione generale della Sicurezza.
Fu quindi sindaco di Madrid dal 5 febbraio 1965 al 12 giugno 1973.

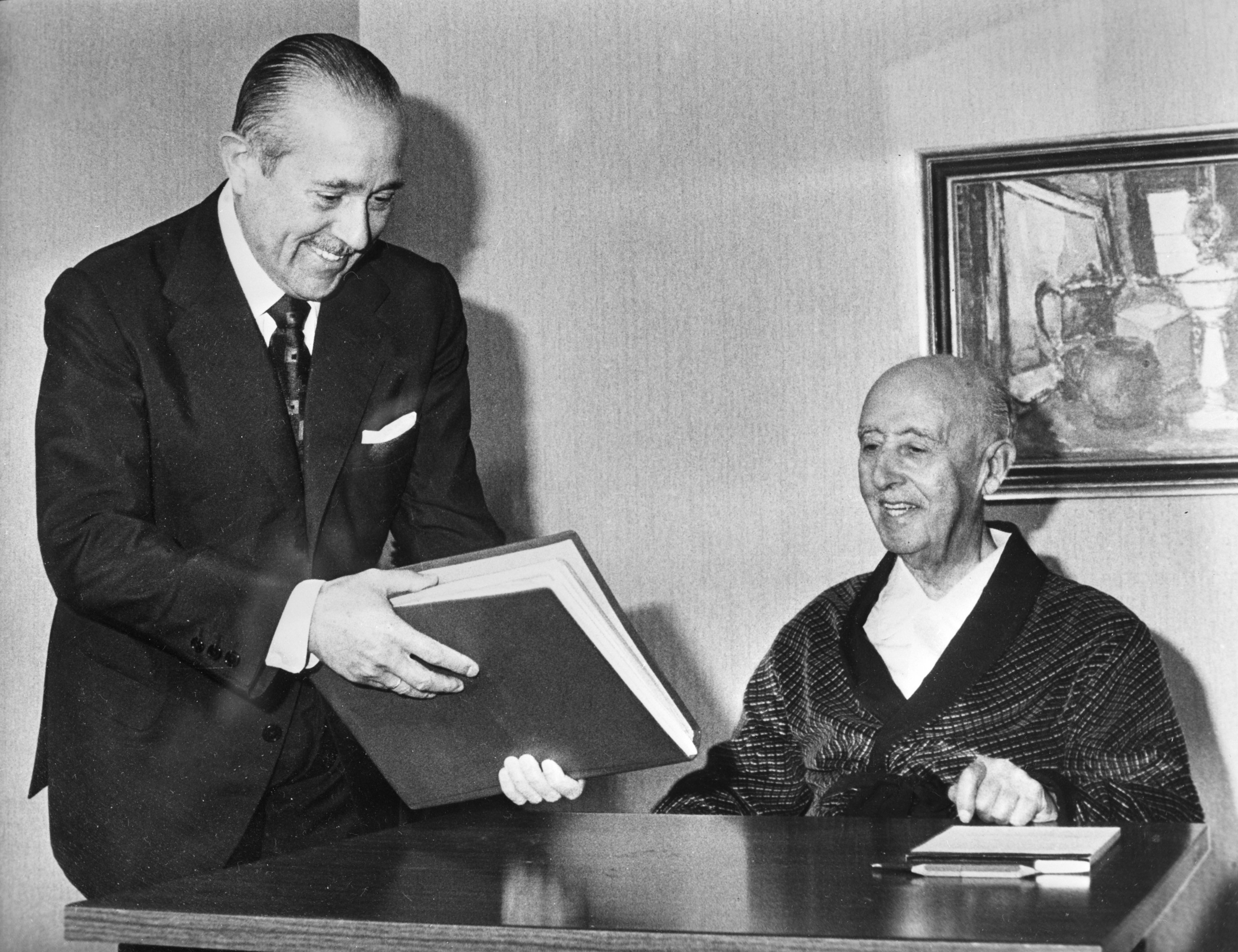
Arias Navarro con Franco nell'ottobre 1975

In quella data divenne ministro dell'Interno nel governo di Luis Carrero Blanco, fino a quando fu nominato da Francisco Franco dopo l'assassinio da parte dell'ETA dell'ammiraglio Carrero Blanco, Presidente del Governo della Spagna. Ricoprì la carica dal 31 dicembre 1973 al 1º luglio 1976, guidando tre governi, due nel periodo franchista, uno nella transizione alla democrazia; fu inoltre lui, il 20 novembre 1975, ad annunciare in televisione la morte del dittatore.
Due giorni dopo, il 22 novembre 1975, fu confermato dal re Juan Carlos. Il 12 dicembre 1975 formò un nuovo governo, il governo Navarro III, il primo della transizione democratica, e fu il suo governo (che includeva Manuel Fraga Iribarne e José María de Areilza) a istituire le prime riforme.
Questo governo durò fino al 1º luglio 1976 quando si dimise lasciando l'interim a Fernando de Santiago. Per ricompensarlo il giorno dopo Juan Carlos I creò il marchesato di Arias Navarro e lo designò Grande di Spagna, ereditabile per i suoi discendenti. 
Tra i fautori dell'esperienza del Movimiento Nacional anche nel dopo Franco, alle elezioni politiche del 1977 si candidò al Senato con Alianza Popular, ma non fu eletto.